# ハート・オブ・ウーマン
『ハート・オブ・ウーマン』（What women want）は、2000年のアメリカ合衆国のロマンティック・コメディ映画。監督はナンシー・マイヤーズ、出演はメル・ギブソンとヘレン・ハントなど。プレイボーイのやり手広告マンが、感電のショックで女性の心を読めるようになったことから、自分の独善性に気付いて新たな価値観を築いていく姿を描いている。
2019年には主人公を女性にしてリメイクした『ハート・オブ・マン』が全米で劇場公開された。また、外国でのリメイク作品としてインドの『Aga Bai Arrecha!』（2004年）、中国の『女の心を知っている』（2011年）がある。

## ストーリー
広告代理店のニックは母親がダンサーだったことで変わった人生を送ってきた。女性に対して自信満々で、口説き方からベッドで寝るなんてお手の物。そんなニックは離婚を経験し前妻が再婚する事になり、一時的に年頃の実娘と生活するが、今までまともに父親らしいことをしてこなかったせいか完全に馬鹿にされている始末。会社でもヘッドハンティングされてきた美人女性ダーシーがニックの狙っていたポジションに就くことになり、自分の上司になる。彼女は女性向けの広告で成功を収めてきたので、会社の方針として女性向けの広告を作ることになった。ニックは彼女を憎く思いながらも自宅で女性の気持ちになって広告を考えていた時、あるドジを踏んでしまう。しかし、この出来事で突然、女性の考えることが聞こえるようになる。それを境にニックが女性の心の声に耳を傾けることから、彼の仕事、恋愛、父娘関係、が変わっていく事になる。

## キャスト
| 役名                   | 俳優                     | 日本語吹替     | 日本語吹替   | 日本語吹替 |
| 役名                   | 俳優                     | ソフト版       | 日本テレビ版 |            |
| ---------------------- | ------------------------ | -------------- | ------------ | ---------- |
| ニック・マーシャル     | メル・ギブソン           | 安原義人       | 磯部勉       |            |
| ダーシー・マグワイヤー | ヘレン・ハント           | 深見梨加       | 勝生真沙子   |            |
| ジーニ                 | ローレン・ホリー         | 岡本章子       | 山像かおり   |            |
| ローラ                 | マリサ・トメイ           | 三石琴乃       | 朴璐美       |            |
| モーガン・ファレル     | マーク・フォイアスタイン | 藤原啓治       | 小森創介     |            |
| アレックス・マーシャル | アシュレー・ジョンソン   | 小島幸子       | かないみか   |            |
| ダン・ワナメイカー     | アラン・アルダ           | 小山武宏       | 納谷六朗     |            |
| パーキンス先生         | ベット・ミドラー         |                | 小宮和枝     |            |
| イヴ                   | デルタ・バーク           | 火野カチ子     | 幸田直子     |            |
| マーゴ                 | ヴァレリー・ペリン       | 寺内よりえ     | 一龍斎貞友   |            |
| エリン                 | ジュディ・グリア         | こおろぎさとみ | 高田由美     |            |

- 日本テレビ版：初回放送2003年9月19日 『金曜ロードショー』※正味約91分

## 製作
「ナイキ」の広告担当者が顔を揃えるプレゼンテーションのシークエンスに登場する人物たちは、全員が女優ではなく本物の「ナイキ」の広告担当者である。

## 作品の評価
Rotten Tomatoesによれば、122件の評論のうち、54%にあたる66件が高く評価しており、平均して10点満点中5.66点を得ている。
Metacriticによれば、33件の評論のうち、高評価は10件、賛否混在は19件、低評価は4件で、平均して100点満点中47点を得ている。

## リメイク

### 中国版
2011年に中国でリメイクされた。日本では『女の心を知っている』（原題：我知女人心）の邦題で「2012東京・中国映画週間」で上映された。

### キャスト（中国版）
- アンディ・ラウ
- コン・リー
- フー・ジン

### スタッフ（中国版）
- 監督：陳大明（チェン・ダーミン）
- 脚本：田博（ティエン・ボー）、陳大明（チェン・ダーミン）